# Bergsjuveler
Bergsjuveler (Lampornis) är ett släkte med fåglar i familjen kolibrier inom ordningen seglarfåglar som återfinns i Centralamerika, från sydvästligaste USA till västra Panama. Släktet bergsjuveler omfattar sju arter:
- Grönstrupig bergsjuvel (L. viridipallens)
- Grönbröstad bergsjuvel (L. sybilliae)
- Ametiststrupig bergsjuvel (L. amesthystinus)
- Blåstrupig bergsjuvel (L. clemenciae)
- Vitbukig bergsjuvel (L. hemileucus)
- Purpurstrupig bergsjuvel (L. calolaemus)
- Vitstrupig bergsjuvel (L. castaneoventris)